# The Heart of Paula

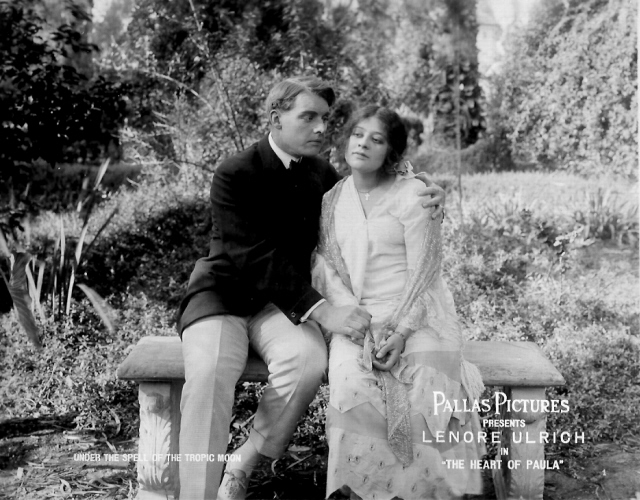
Cena do filme "The Heart of Paula"

The Heart of Paula é um filme de drama mudo produzido nos Estados Unidos e lançado em 1916.